# Горское сельское поселение (Мордовия)
Горское се́льское поселе́ние — упразднённое муниципальное образование в Большеигнатовском районе Мордовии Российской Федерации.
Административный центр — село Горки.

## История
Статус и границы сельского поселения установлены Законом Республики Мордовия от 1 декабря 2004 года № 96-З «Об установлении границ муниципальных образований Большеигнатовского муниципального района, Большеигнатовского муниципального района и наделении их статусом сельского поселения и муниципального района».
Упразднено законом от 24 апреля 2019 года, с включением всех населённых пунктов в Киржеманское сельское поселение.

## Население
| 2002 | 2010 | 2012 | 2013 | 2014 | 2015 | 2016 |
| ---- | ---- | ---- | ---- | ---- | ---- | ---- |
| 675  | ↘512 | ↘491 | ↘461 | ↘448 | ↘434 | ↘412 |
| 2017 | 2018 | 2019 |      |      |      |      |
| ↘396 | ↘390 | ↘388 |      |      |      |      |

## Состав сельского поселения
| № | Населённый пункт | Тип населённого пункта | Население |
| - | ---------------- | ---------------------- | --------- |
| 1 | Горки            | село                   | ↘310      |
| 2 | Хухорево         | село                   | ↘202      |